# جی و باب ساکت پاتک می‌زنند
جی و باب ساکت پاتک می‌زنند (به انگلیسی: Jay and Silent Bob Strike Back) فیلمی ۱۰۵ دقیقه‌ای به کارگردانی کوین اسمیت با بازی بن افلک است.

## چکیده داستان
جی و باب ساکت باخبر می‌شوند که بلانتمن و کرونیک، که اقتباس خنده داری از زندگیشان است، در فیلم میرامکس مورد اقتباس قرار خواهد گرفت. در اینترنت - به گفته جی - «مردم مسخره می‌کنند» هم آنها را و هم فیلم ساخته شده دربارهٔ آنها را. جی و باب تصمیم می‌گیرند به هالیوود بروند، فیلمبرداری فیلم را لغو کرده، درجه اعتبار خود را دوباره زرین و پول خسارت حقوق مؤلف را که به آنها پرداخت نمی‌شود، وصول کنند.

## مشروح داستان
دانته هیکس و رندال گریوز پس از خسته شدن از ادامه فروش مواد مخدر توسط جی و باب ساکت در بیرون از مرکز خریدی که در آن کار می‌کنند، علیه آن دو حکم منع نزدیک شدن می‌گیرند، به‌ویژه بعد از اینکه جی و باب ساکت به دو نوجوان گفتند که در مراسم ازدواجی با تم جنگ ستارگان با هم ازدواج کرده‌اند. طبق این حکم، جی و باب ساکت دست‌کم به مدت یک سال اجازه ندارند تا شعاع ۱۰۰ فوتی این مرکز خرید نزدیک شوند. آن‌ها نزد برودی بروس در مغازهٔ کمیکش می‌روند و آنجا متوجه می‌شوند که شرکت میراماکس قرار است کمیک‌بوک بلانتمن و کرانیک را، که بر اساس شباهت‌های ظاهری آن‌ها ساخته شده، به فیلم تبدیل کند.
آن دو نزد هولدن مک‌نیل، یکی از نویسندگان و سازندگان بلانتمن و کرانیک می‌روند و از او می‌خواهند سهم حق‌التألیفشان از این فیلم را بدهد، اما هولدن توضیح می‌دهد که سهم خود را به بنکی ادواردز، هم‌خالق و تصویرگر اثر فروخته است. جی و باب ساکته با دیدن واکنش منفی کاربران اینترنت نسبت به این فیلم، تصمیم می‌گیرند به هالیوود بروند تا یا از ساخته شدن این فیلم جلوگیری کنند یا دست‌کم حق خود را بگیرند.
در مسیر، با گروهی به‌ظاهر حامی آزادی حیوانات آشنا می‌شوند: جاستیس، سیسی، میسی، کریسی و برنت. این گروه پوششی برای نقشهٔ سرقت است؛ برنت قربانی فریب‌خورده‌ای است که قرار است با آزاد کردن حیوانات از آزمایشگاهی، توجه پلیس را منحرف کند تا دخترها بتوانند مخزن الماس را غارت کنند. جی برنت را از ماشین بیرون می‌اندازد تا به جاستیس نزدیک‌تر شود، دختری که به او علاقه دارد. جاستیس با بی‌میلی آن دو را به‌عنوان قربانیان تازه می‌پذیرد. در حالی که دخترها در حال سرقت الماس‌اند، جی و باب ساکت حیوانات را آزاد کرده و یک اورانگوتان به‌نام سوزان را هم می‌دزدند. هم‌زمان با رسیدن پلیس و انفجار ون، آن‌ها فرار می‌کنند، در حالی که همه تصور می‌کنند دخترها کشته شده‌اند.
مارشال حیات‌وحش فدرال، ویلن‌هالی، که نامش برگرفته از شخصیت‌های مجموعهٔ سرزمین گمشده است، در صحنهٔ جرم حاضر می‌شود. او که از سرقت الماس بی‌خبر است، به بهانهٔ فرار حیوانات مسئولیت پرونده را می‌پذیرد. از میان همه حیوانات، فقط سوزان پیدا نشده است. پلیس فیلمی را پیدا می‌کند که در آن سیسی از جی فیلم گرفته که خود را «فرماندهٔ کلیتوریس» می‌نامد. کلمهٔ "کلیت" به‌صورت ساختگی به‌عنوان مخفف عبارت ائتلاف آزادی‌خواه درخت‌نشینان مهاجر تدوین شده‌است. ویلن‌هالی این اقدام را عملی تروریستی اعلام کرده و برای دستگیری «خطرناک‌ترین مردان روی زمین» درخواست نیرو می‌کند. او آن دو را در یک رستوران در نزدیکی تخته‌سنگ‌های واسکز پیدا می‌کند و تعقیبشان می‌کند. آن‌ها به شبکه فاضلاب یک سد پناه می‌برند. سوزان با فریب ویلن‌هالی باعث سقوط او از سد می‌شود و جان آن دو را نجات می‌دهد، اما سپس از سوی یک آژانس بازیگری حیوانات در هالیوود ربوده می‌شود.
جی و باب ساکت با سوار شدن به یک ماشین به هالیوود می‌رسند و سرانجام وارد استودیوی میراماکس می‌شوند. آن‌ها در حین فرار از دست نگهبانان، در دکور فیلم‌هایی چون ویل هانتینگ خوب ۲: فصل شکار می‌دوند و سوزان را از صحنهٔ فیلمبرداری جیغ ۴ نجات می‌دهند. سپس وارد اتاق گریم جیسون بیگز و جیمز ون در بیک می‌شوند که در نقش بلانتمن و کرانیک بازی می‌کنند. سوزان آن دو را کتک می‌زند و بیهوش می‌کند و جی و باب ساکت جای آن‌ها را می‌گیرند، در حالی که بیگز و ون در بیک به‌اشتباه بازداشت می‌شوند.
آن‌ها با کارگردان ضدسفیدپوست فیلم، چاکا لوتر کینگ، ملاقات می‌کنند که آن‌ها را به اشتباه به‌جای بدلکاران می‌گیرد. جی و باب ساکته به صحنهٔ فیلمبرداری برده می‌شوند تا با مارک همیل، که در نقش ضدقهرمان فیلم یعنی «کاک‌ناکر» بازی می‌کند (ترکیبی از نقش‌های همیل در جوکر، تریکستر و لوک اسکای‌واکر)، وارد نبردی شبیه جنگ ستارگان شوند. ویلن‌هالی با تفنگ ساچمه‌ای می‌رسد تا آن دو را دستگیر کند، اما جاستیس از آن‌ها دفاع کرده و افشا می‌کند که گروه کلیت فقط یک انحراف بوده‌است. هم‌دستانش هم از راه می‌رسند و نبردی مسلحانه رخ می‌دهد. جی و باب ساکت بنکی را پیدا کرده و از او می‌خواهند تولید فیلم را متوقف کند. بنکی مخالفت می‌کند، چون هم پول زیادی از میراماکس گرفته و هم باور دارد اینترنت همچنان آن‌ها را مسخره خواهد کرد. باب ساکت به بنکی یادآور می‌شود که با فروش حق تولید فیلم بدون اجازهٔ آن‌ها، قرارداد استفاده از چهره‌شان را نقض کرده‌است و در صورت نپرداختن حق‌الزحمه‌شان ممکن است با پیامدهای حقوقی روبه‌رو شود. در نهایت، بنکی تسلیم شده و قبول می‌کند نیمی از دستمزدش را به آن‌ها بدهد.
سپس جاستیس خود و هم‌تیمی‌های سابقش را به ویلن‌هالی تحویل می‌دهد تا محکومیت کمتری بگیرد و اتهامات جی و باب ساکت نیز حذف شوند. آن دو با پول حق‌التألیف خود، همهٔ کسانی را که در اینترنت به آن‌ها، شخصیت‌هایشان و فیلم توهین کرده بودند، از جمله کودکان و روحانیون، پیدا می‌کنند و می‌روند تا آن‌ها را تنبیه کنند. صحنه به سینمای ال‌ری کات می‌خورد، جایی که جمعی از مردم از جمله دانته، رندال، بنکی، استیو-دیوی پولسکی، والت «فنبوی» گروور، ویلیام بلک، هوپر لامونت، و خواهران آلیسا و تریشیا جونز از سالن بیرون می‌آیند، در حالی که به‌تازگی فیلم بلانتمن و کرانیک را دیده‌اند و واکنش مثبتی نداشته‌اند. جی و باب ساکته به‌همراه جاستیس و ویلن‌هالی (که اکنون مأمور اف‌بی‌آی شده‌است) به آن‌سوی خیابان می‌روند تا در مهمانی پس از اکران، که در آن موریس دی و گروه تایم اجرا دارند، شرکت کنند.
پس از تیتراژ، خدا (از فیلم دُگما) کتاب ویو اسکیونیورس را می‌بندد.